# Delphinium ukokense
Delphinium ukokense är en ranunkelväxtart som beskrevs av Sergievsk.. Delphinium ukokense ingår i släktet storriddarsporrar, och familjen ranunkelväxter. Inga underarter finns listade i Catalogue of Life.